# Ralph Creed Meredith
Ralph Creed Meredith (* 7. Oktober 1887 in Dublin; † 10. Januar 1970 in Poole, Dorset) war ein neuseeländischer Geistlicher, Badminton- und Cricketspieler.

## Karriere
Ralph Creed Meredith war Geistlicher der anglikanischen Kirche in Neuseeland. Bekannt wurde er vor allem als Sportler und Sportfunktionär. Im Badminton gewann er bei den ersten neuseeländischen Meisterschaften alle drei möglichen Titel: im Einzel, im Herrendoppel und im Mixed. Meredith war zudem Präsident des neuseeländischen Verbandes und saß dem neuseeländischen Cricketverband vor.

## Erfolge im Badminton
| Saison | Veranstaltung                     | Disziplin    | Platz | Name                             |
| ------ | --------------------------------- | ------------ | ----- | -------------------------------- |
| 1927   | Neuseeland: Einzelmeisterschaften | Mixed        | 1     | R. Creed Meredith / E. Hetley    |
| 1927   | Neuseeland: Einzelmeisterschaften | Herreneinzel | 1     | R. Creed Meredith                |
| 1927   | Neuseeland: Einzelmeisterschaften | Herrendoppel | 1     | R. Creed Meredith / M. Fell      |
| 1928   | Neuseeland: Einzelmeisterschaften | Herrendoppel | 1     | R. Creed Meredith / L. H. Wilson |